# La Feria
La Feria város az USA Texas államának Cameron megyéjében. Lakosainak száma 6817 fő (2020. április 1.).

## Népesség
A település népességének változása:

| 2010 | 7 302 |
| 2020 | 6 817 |